# Bacteroidia
Bacteroidia es una clase de bacterias medioambientales y comensales. Pertenece al filo Bacteroidota y contiene los órdenes Bacteroidales, Chitinophagales, Cytophagales, Flavobacteriales y Sphingobacteriales.